# Antonio Martos
Antonio Martos Aguilar (Guadalcázar, 27 novembre 1946) è un ex ciclista su strada spagnolo.

## Palmarès
- 1969 (dilettanti)

Classifica generale Volta Ciclista Internacional a Lleida
5ª tappa Vuelta a Toledo
- 1970 (Werner, due vittorie)

Classifica generale Vuelta a Asturias
Trofeo Guillamet de Navarra
- 1971 (Werner, una vittoria)

Classifica generale Tres Días de Leganés
- 1973 (KAS, due vittorie)

Clàssica de Sabiñánigo
2ª tappa Volta Ciclista a Catalunya (Tarragona > Manresa)
- 1974 (KAS, tre vittorie)

1ª tappa, 2ª semitappa Vuelta a Mallorca (Palma di Maiorca, cronometro)
Classifica generale Vuelta a Mallorca
Gran Premi Nuestra Señora de Oro
- 1975 (KAS, una vittoria)

Klasika Primavera
- 1976 (KAS, una vittoria)

1ª prova Escalada a Montjuïc (con Joop Zoetemelk)

### Altri successi
- 1973 (KAS)

Criterium di Orense, parte C
- 1976 (KAS)

Criterium di Orense, parte A (GP Cuprosan)

## Piazzamenti

### Grandi Giri
- Giro d'Italia

1974: 42º
1976: 48º
- Tour de France

1971: 13º
1973: 15º
1974: 40º
1975: ritirato (10ª tappa)
1976: 25º
- Vuelta a España

1970: 8º
1973: 19º
1975: 11º

### Classiche monumento
- Milano-Sanremo

1974: 58º
1976: 46º
- Liegi-Bastogne-Liegi

1973: 28º
- Giro di Lombardia

1973: 18º
1974: 24º
1976: 26º

### Competizioni mondiali
- Campionati del mondo su strada

Gap 1972 - In linea: 31º
Barcellona 1973 - In linea: 16º